# Chemin de fer Moscou-Kiev-Voronej
Le chemin de fer Moscou-Kiev-Voronej (en ukrainien : Московсько-Києво-Воронезька залізниця, ukrainien : Московско-Киево-Воронежская железная дорога) est une ligne de chemin de fer privée commencée en 1893.

## Histoire
Une concession pour la construction du chemin de fer Koursk-Kiev fut approuvée en décembre 1866 puis construite entre 1866 et 1868. Elle a été dirigée par l'architecte V. A. Gamburtsev, par l'ingénieur Karl Fedorovich von Meck et P. G. von Derviz. Elle a été ouvert par étape entre 1868  et 1894, la Gare de Brovary de 1868 ave la Gare de Vorojba,.  

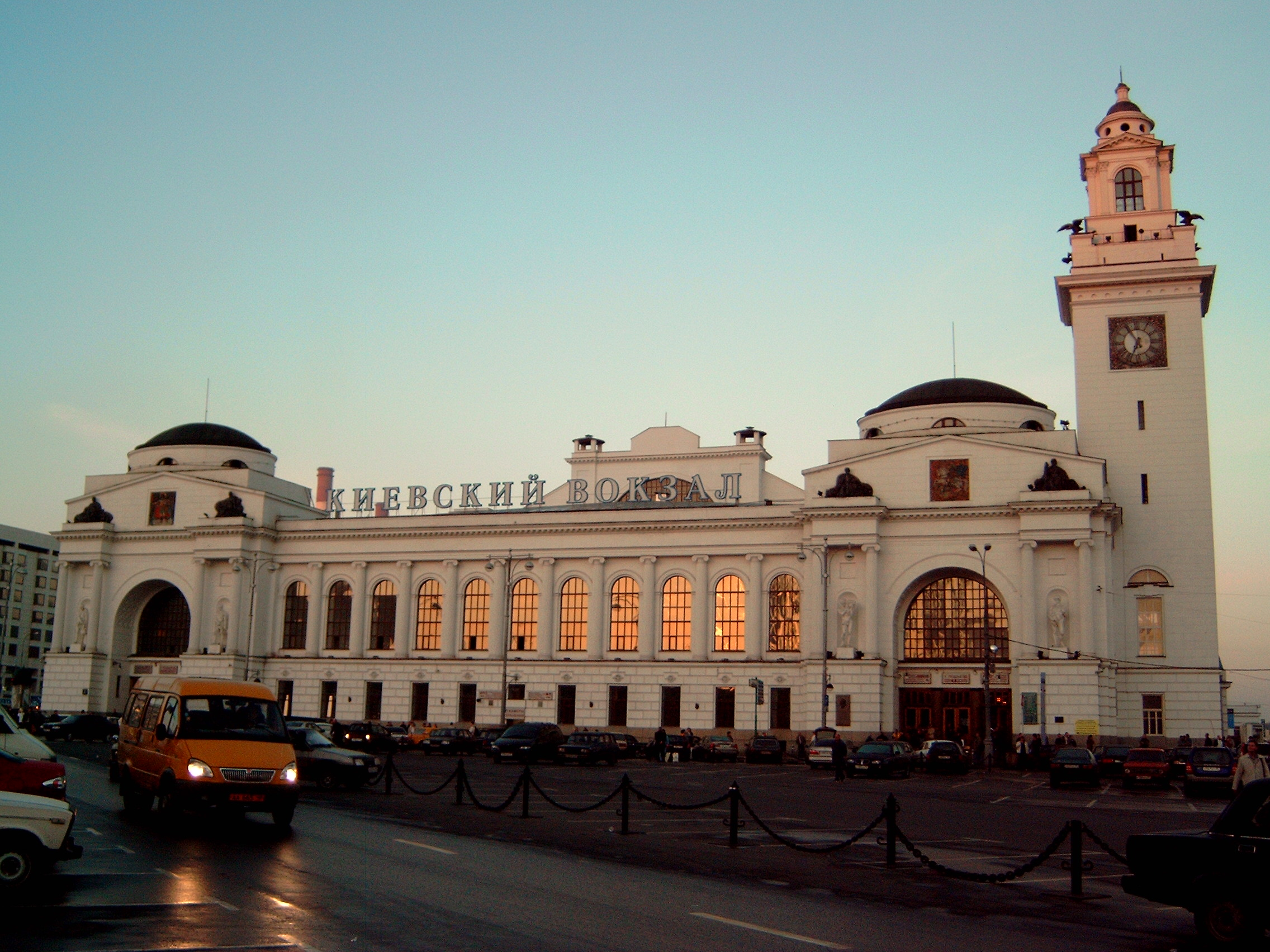
la Gare de Kiev construite à Moscou.

Nommée à son ouverture Brianski vokzal (gare de Briansk), elle a été construite à partir de 1914.
La société est nationalisée en janvier 1918.

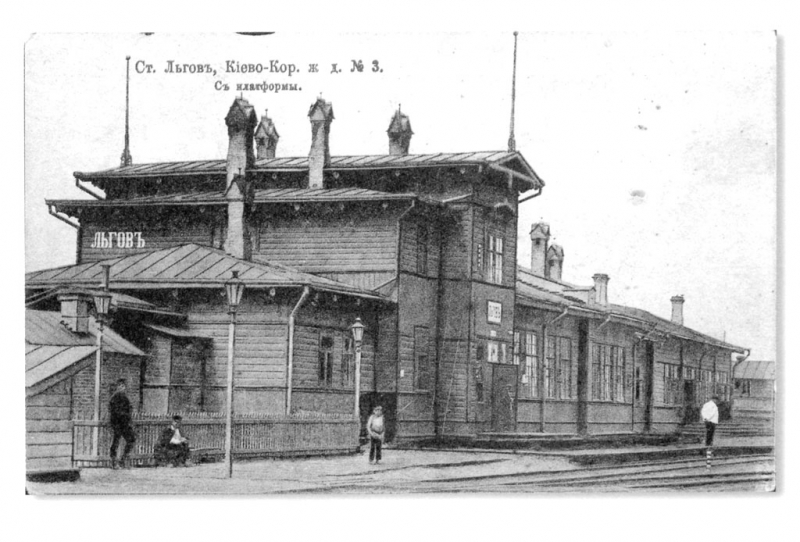
La Gare de Lgov-Kiev en 1914.
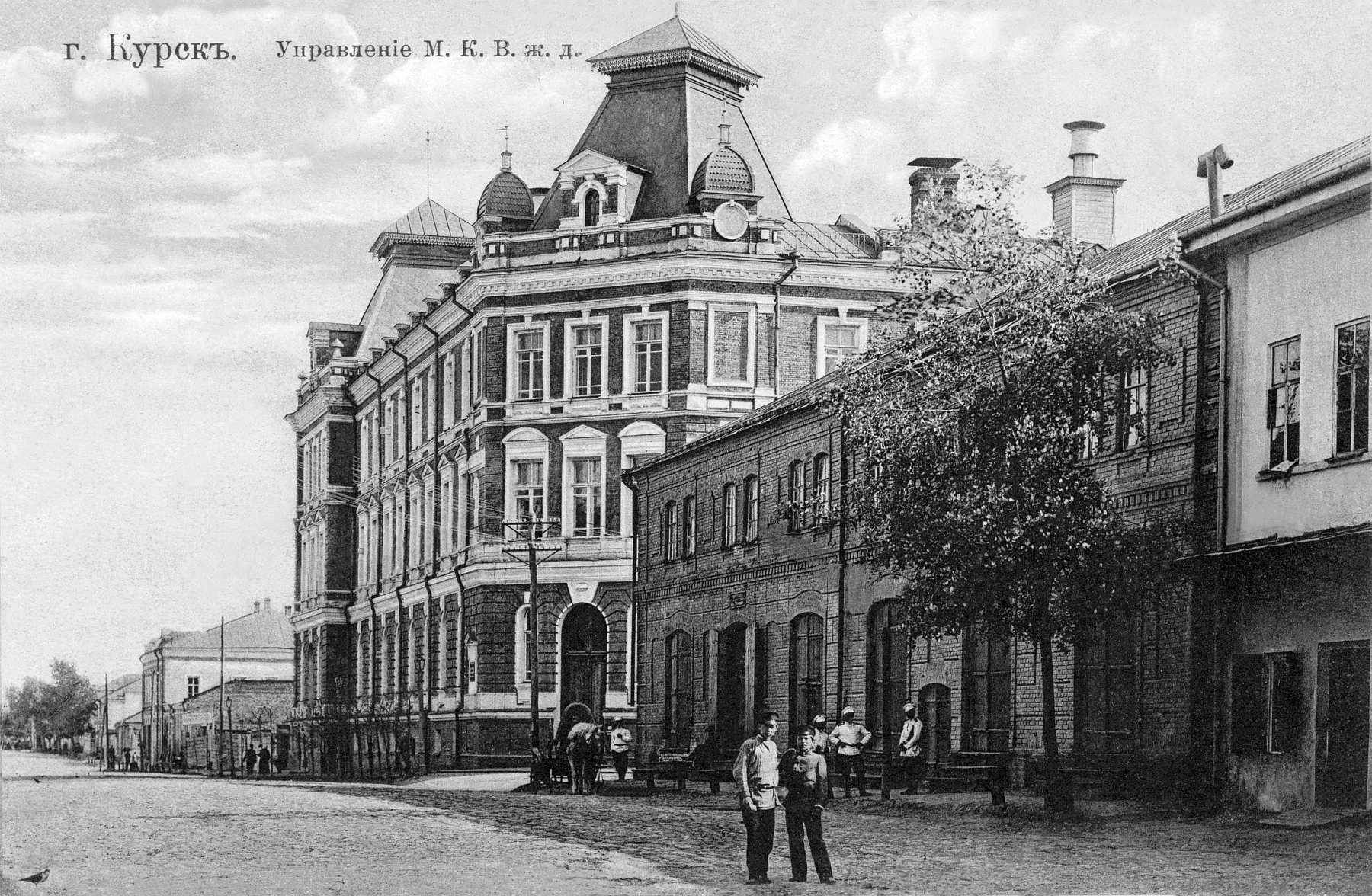
Le bâtiment de la Gare de Koursk en 1912.
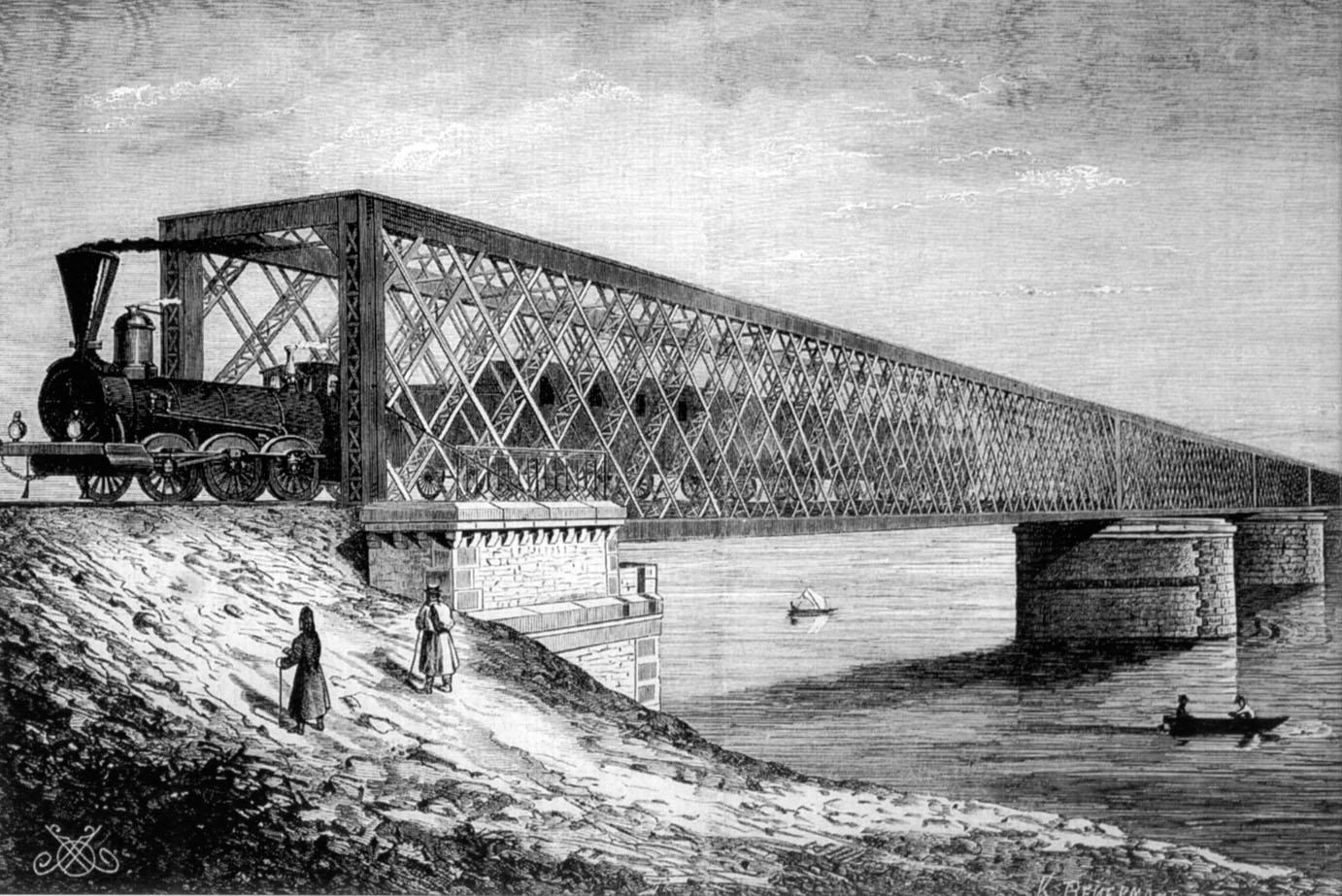
Pont ferroviaire A. E. Struve à Darnitsa, 1870.
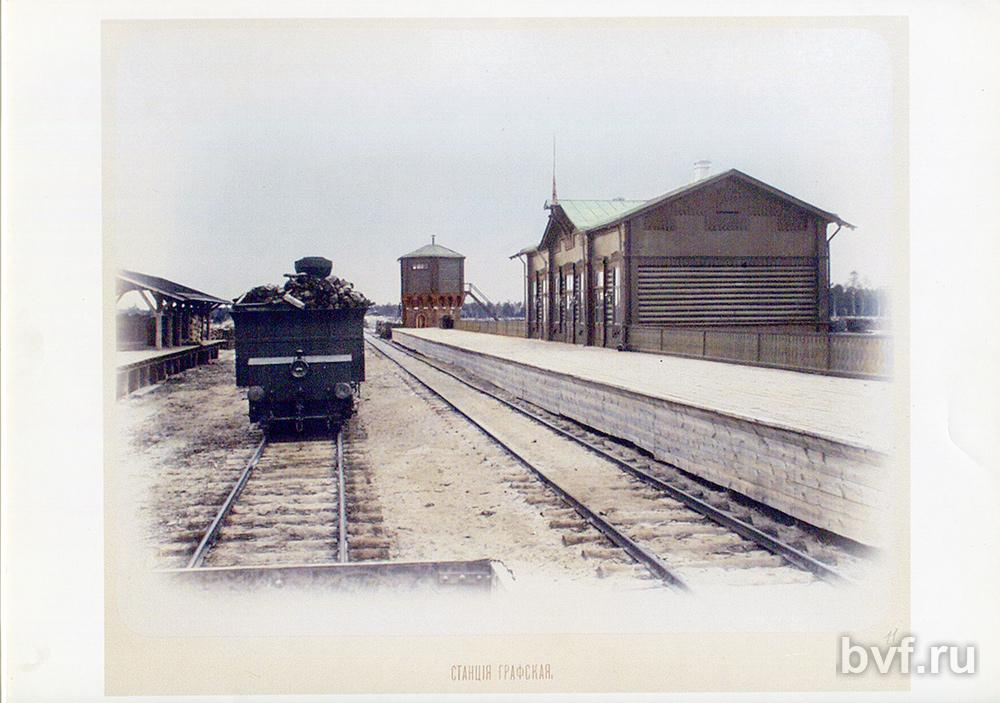
La gare de Voronej vers 1868.